# Port-Royal
För andra betydelser, se Port Royal (olika betydelser).

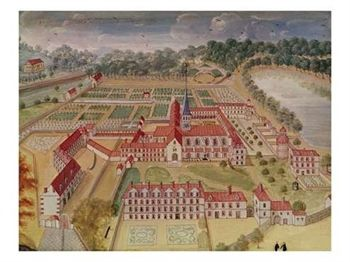
Vy över Port-Royal av Louise-Magdeleine Horthemels cirka 1710.

Port-Royal (Port-Royal des Champs) var ett ryktbart cistercienskloster, av vilket obetydliga lämningar finns omkring 13 kilometer sydväst om Versailles. 

## Historik

### Grundande
Klostret anlades 1204 av Mathieu de Montmorency-Marlys hustru under mannens frånvaro i fjärde korståget och erhöll under sina första år flera privilegier. 

### Centrum för jansenismen
Frånsett de ryktbara reformer, som dess abbedissa, Mère Angélique, började genomföra där 1608, erbjuder klostrets historia föga allmänt intresse förrän omkring 10 år efter anläggandet (1625) av en filial i förstaden S:t Jacques i Paris, då klostret kom under inflytande av Jean Duvergier de Hauranne, abbot i Saint Cyran, Jansenius vän och ledaren av den antijesuitiska rörelsen i Frankrike. 
Duvergiers religiösa åsikter spridde sig hastigt bland nunnorna i filialen i Paris samt bland familjen Arnaulds släktingar och vänner, och det var under hans inflytande, som Antoine le Maistre (1608-1658), en systerson till Mère Angélique, 1637 beslöt att försaka sina lysande framtidsutsikter som advokat och dra sig tillbaka från världen. Han tog sin bostad i Port-Royal, som efter nunnornas flyttning till Paris stått obebott, och 1638 bosatte sig där även hans yngre bröder Simon de Séricourt (1611-1658) och Louis Isaac (1613-1684), bättre känd under sitt antagna namn de Sacy. Åtskilliga andra liktänkande vänner tillkom, så att antalet av "les solitaires de Port-Royal" 1646 stigit till tolv, oberäknat tillfälliga besökande, såsom Pascal och andra. 
Nästan från början av sin vistelse där sökte le Maistre förverkliga sin fångne mästare Duvergiers idéer och ägnade en betydlig del av sin tid åt ungdomens undervisning enligt modern individualistisk och vetenskapligt grundad metod. Antalet lärjungar och lärare växte, bland andra ditkom Pascals högtbegåvade, svärmiskt fromma syster Jacqueline (död 1661), och de så kallade "Petites écoles", som de blygsamt kallades, omkring de båda klostren vid Versailles och i Paris, dit adelns förnämsta familjer sände sina barn, spred en oförgätlig glans över Port-Royal. 
En lika varaktig minnesvård reste sig dessa "solitaires" i de utmärkta läroböcker, som de ofta i samarbete utgav och som knappast blivit överträffade: Logique (egentligen Art de penser), Méthode latine, Méthode grecque, Racines grecques, Essais de morale, Histoire ecclésiastique samt en översättning av Bibeln (kallad Bible de Sacy) med flera. De mest framstående bland lärarna var Antoine Arnauld, Claude Lancelot och Pierre Nicole, och bland lärjungarna är det nog att nämna Racine, Lenaint de Tillemont och Achille de Harlay. 
År 1648 återvände Mère Angélique med några nunnor från Paris till Port-Royal, som under tiden blivit betydligt tillbyggt och gjorts sundare genom torrläggningsarbeten av "les solitaires", vilka då flyttade till les Granges, en utgård under klostret. Samma år kom Antoine Arnauld dit, och från den tiden var klostret nära förbundet med jansenismen. Med Ludvig XIV:s regeringstillträde kom de stora angreppen. År 1660 förbjöds "les petites écoles", och i april 1661 måste de båda klostren avskeda sina pensionärer,  postulantinnor och noviser. 
Klostren lades 1664 under interdikt, som upphävdes först 1669, sedan nunnorna underskrivit en till ärkebiskopen av Paris ställd böneskrift, i vilken de fördömde fem av jansenisternas lärosatser. Port-Royal de Paris skildes från moderklostret, och det senare erhöll endast 2/3 av klosterförmögenheten, trots att denna väsentligen härrörde från familjen Arnauld. Under de följande lugnare åren återvände flera av "les solitaires" till Port-Royal, många av samhällets förnämsta män och kvinnor slog sig åter ned där, och nunnorna fick mottaga elever, men inte upptaga några noviser, vilket ledde till att de blev allt färre. 

### Upplösning
Beundransvärt är det sega passiva motstånd, med vilket nunnorna under flera årtionden kunde hejda den politiska och kyrkliga kampen mot klostren, vilken åter började 1679. Klemens XI:s bulla mot jansenisterna 1705 bragte dödsstöten åt klostret: förbudet att upptaga noviser skärptes, ingen ny abbedissa fick väljas, och klostret måste betala en skatt av 6 000 livres till klostret i Paris. År 1707 bannlystes klostret, och 1709 förklarades det upphävt, dess förmögenhet överlämnades åt Parisklostret, och nunnorna utvisades. Klostret och kyrkan revs  1710, och till och med de döda i kyrkogården grävdes upp och bortfördes till andra platser. Port-Royal i Paris förde en obemärkt tillvaro till 1790, då det upphävdes.